# نادي أزوفماش لكرة السلة
نادي أزوفماش لكرة السلة (بالأوكرانية: Азовмаш) هو فريق كرة سلة أوكراني للمحترفين تأسس في سنة 1990 يقع مقره في ماريوبول. يلعب في دوري السوبر الأوكراني لكرة السلة ودوري اتحاد في تي بي وكأس أوروبا لكرة السلة.

## الإنجازات
- دوري السوبر الأوكراني لكرة السلة:
  - الذهبية - 2003، 2004، 2006، 2007، 2008، 2009، 2010
  - الفضية - 2005، 2012، 2013
  - البرونزية - 2001، 2002
- كأس أوكرانيا لكرة السلة:
  - الذهبية - 2001، 2002، 2006، 2008، 2009
  - الفضية - 2007

## أبرز اللاعبين
من أبرز اللاعبين الذين لعبوا معه:
- كارلوس بأول
- ديجون تومسون
- جيرمين جاكسون
- خالد الأمين
- كيريلو فيسينكو
- روبرت أرشيبالد
- رودني بوفورد
- توماس ديلينينكيتيس
- تيوس إدني
- وليام أفيري

## وصلات خارجية
- الموقع الرسمي

قالب:دوري اتحاد في تي بي